# Remady/Diskografie
Diese Diskografie ist eine Übersicht über die musikalischen Werke des Schweizer House-DJs Remady. Die erfolgreichsten Tonträger sind die Singles No Superstar, Give Me a Sign und Single Ladies sowie das Album The Original (2k13 Edition), mit Top-10 und Platz 1-Platzierungen in der Schweiz, sowie hohe Chartplatzierungen in mehreren anderen Ländern Europas. Zudem bekamen Remady und Manu-L mehrere Schallplattenauszeichnungen für diese Lieder.

## Alben

### Studioalben
| Jahr | Titel                    | Höchstplatzierung, Gesamtwochen, AuszeichnungChartplatzierungen (Jahr, Titel, Platzierungen, Wochen, Auszeichnungen, Anmerkungen) | Höchstplatzierung, Gesamtwochen, AuszeichnungChartplatzierungen (Jahr, Titel, Platzierungen, Wochen, Auszeichnungen, Anmerkungen) | Höchstplatzierung, Gesamtwochen, AuszeichnungChartplatzierungen (Jahr, Titel, Platzierungen, Wochen, Auszeichnungen, Anmerkungen) | Höchstplatzierung, Gesamtwochen, AuszeichnungChartplatzierungen (Jahr, Titel, Platzierungen, Wochen, Auszeichnungen, Anmerkungen) | Höchstplatzierung, Gesamtwochen, AuszeichnungChartplatzierungen (Jahr, Titel, Platzierungen, Wochen, Auszeichnungen, Anmerkungen) | Anmerkungen |
| Jahr | Titel                    | DE | AT | CH | UK | FR | Anmerkungen |
| ---- | ------------------------ | --- | --- | --- | --- | --- | --- |
| 2003 | Representing             | — | — | CH68 (4 Wo.)CH | — | — | Erstveröffentlichung: 19. Juni 2003 als Player & Remady |
| 2010 | No Superstar – The Album | — | — | CH6 (15 Wo.)CH | — | FR60 (4 Wo.)FR | Erstveröffentlichung: 5. November 2010 |
| 2012 | The Original             | — | — | CH3 Gold · (31 Wo.)CH | — | — | Erstveröffentlichung: 23. März 2012 Erstveröffentlichung 2K13 Edition: 22. Februar 2013 Erstveröffentlichung 2K13 Holiday Edition: 2. August 2013 mit Manu-L |
| 2015 | 1+1=3                    | — | — | CH7 (5 Wo.)CH | — | — | Erstveröffentlichung: 1. Mai 2015 mit Manu-L |

### Kompilationen
Die Chartplatzierungen in dieser Tabelle beziehen sich auf die Schweizer Kompilationcharts.

| Jahr | Titel                          | Höchstplatzierung, Gesamtwochen, AuszeichnungChartplatzierungen (Jahr, Titel, Platzierungen, Wochen, Auszeichnungen, Anmerkungen) | Höchstplatzierung, Gesamtwochen, AuszeichnungChartplatzierungen (Jahr, Titel, Platzierungen, Wochen, Auszeichnungen, Anmerkungen) | Höchstplatzierung, Gesamtwochen, AuszeichnungChartplatzierungen (Jahr, Titel, Platzierungen, Wochen, Auszeichnungen, Anmerkungen) | Höchstplatzierung, Gesamtwochen, AuszeichnungChartplatzierungen (Jahr, Titel, Platzierungen, Wochen, Auszeichnungen, Anmerkungen) | Höchstplatzierung, Gesamtwochen, AuszeichnungChartplatzierungen (Jahr, Titel, Platzierungen, Wochen, Auszeichnungen, Anmerkungen) | Anmerkungen                                                  |
| Jahr | Titel                          | DE | AT | CH | UK | FR | Anmerkungen                                                  |
| ---- | ------------------------------ | --- | --- | --- | --- | --- | ------------------------------------------------------------ |
| 2001 | Sweet & Sexy 1 – How 2 Step    | — | — | CH8 (6 Wo.)CH | — | — | Erstveröffentlichung: 26. Februar 2001 als Player & Remady   |
| 2001 | Sweet & Sexy 2 – How 2 Step 2  | — | — | CH10 (6 Wo.)CH | — | — | Erstveröffentlichung: 1. September 2001 als Player & Remady  |
| 2002 | Sweet & Sexy 3 – Booohh        | — | — | CH4 (10 Wo.)CH | — | — | Erstveröffentlichung: 1. Januar 2002 als Player & Remady     |
| 2002 | Sweet & Sexy 4 – The New Style | — | — | CH3 (10 Wo.)CH | — | — | Erstveröffentlichung: 14. Oktober 2002 als Player & Remady   |
| 2003 | Sweet & Sexy 5                 | — | — | CH3 (6 Wo.)CH | — | — | Erstveröffentlichung: 15. Januar 2003 als Player & Remady    |
| 2003 | Sweet & Sexy 6                 | — | — | CH9 (6 Wo.)CH | — | — | Erstveröffentlichung: 26. September 2003 als Player & Remady |
| 2004 | Sweet & Sexy 7                 | — | — | CH7 (8 Wo.)CH | — | — | Erstveröffentlichung: 10. September 2004 als Player & Remady |
| 2007 | La Notte Delle Rose – Vol. 1   | — | — | CH20 (1 Wo.)CH | — | — | Erstveröffentlichung: 23. Februar 2007 als Player & Remady   |
| 2008 | Houseworks Megahits 1          | — | — | CH2 (11 Wo.)CH | — | — | Erstveröffentlichung: 9. Mai 2008 vs. Houseshaker            |
| 2008 | Houseworks Megahits 2          | — | — | CH2 (17 Wo.)CH | — | — | Erstveröffentlichung: 22. August 2008 vs. Houseshaker        |

### EPs
| Jahr | Titel         | Anmerkungen                                                  |
| ---- | ------------- | ------------------------------------------------------------ |
| 2005 | Electro EP #1 | Erstveröffentlichung: 14. Oktober 2005 als Player & Remady   |
| 2006 | Electro EP #2 | Erstveröffentlichung: 23. April 2006 als Player & Remady     |
| 2007 | Electro EP #3 | Erstveröffentlichung: 5. März 2007 als Player & Remady       |
| 2008 | Electro EP #4 | Erstveröffentlichung: 30. September 2008 als Player & Remady |

## Singles
| Jahr | Titel Album                                                                | Höchstplatzierung, Gesamtwochen, AuszeichnungChartplatzierungen (Jahr, Titel, Album, Platzierungen, Wochen, Auszeichnungen, Anmerkungen) | Höchstplatzierung, Gesamtwochen, AuszeichnungChartplatzierungen (Jahr, Titel, Album, Platzierungen, Wochen, Auszeichnungen, Anmerkungen) | Höchstplatzierung, Gesamtwochen, AuszeichnungChartplatzierungen (Jahr, Titel, Album, Platzierungen, Wochen, Auszeichnungen, Anmerkungen) | Höchstplatzierung, Gesamtwochen, AuszeichnungChartplatzierungen (Jahr, Titel, Album, Platzierungen, Wochen, Auszeichnungen, Anmerkungen) | Höchstplatzierung, Gesamtwochen, AuszeichnungChartplatzierungen (Jahr, Titel, Album, Platzierungen, Wochen, Auszeichnungen, Anmerkungen) | Anmerkungen                                                             |
| Jahr | Titel Album                                                                | DE | AT | CH | UK | FR | Anmerkungen                                                             |
| ---- | -------------------------------------------------------------------------- | --- | --- | --- | --- | --- | ----------------------------------------------------------------------- |
| 2001 | Groovething –                                                              | — | — | CH67 (5 Wo.)CH | — | — | Erstveröffentlichung: 9. September 2001 als Remady feat. Tylene         |
| 2009 | No Superstar No Superstar – The Album                                      | — | — | CH5 Gold · (48 Wo.)CH | UK75 (2 Wo.)UK | FR8 (29 Wo.)FR | Erstveröffentlichung: 24. Mai 2009 als Remady P&R; #4 in Dänemark       |
| 2010 | Give Me a Sign No Superstar – The Album                                    | DE58 (1 Wo.)DE | AT55 (3 Wo.)AT | CH11 Gold · (34 Wo.)CH | — | FR11 (24 Wo.)FR | Erstveröffentlichung: 3. Mai 2010 feat. Manu-L                          |
| 2010 | I’m No Superstar No Superstar – The Album                                  | DE74 (3 Wo.)DE | AT61 (3 Wo.)AT | — | — | — | Erstveröffentlichung: 19. November 2010 feat. Lumidee & Chase Manhattan |
| 2010 | Do It on My Own No Superstar – The Album                                   | — | — | CH28 (14 Wo.)CH | — | FR12 (8 Wo.)FR | Erstveröffentlichung: 12. Dezember 2010 feat. Manu-L & Craig David      |
| 2011 | Save Your Heart No Superstar – The Album                                   | — | — | CH41 (8 Wo.)CH | — | — | Erstveröffentlichung: 10. April 2011 feat. Manu-L                       |
| 2011 | The Way We Are The Original                                                | — | — | CH30 (14 Wo.)CH | — | — | Erstveröffentlichung: 19. Juni 2011 feat. Manu-L                        |
| 2012 | Single Ladies The Original                                                 | DE41 (15 Wo.)DE | AT45 (6 Wo.)AT | CH1 ×2Doppelplatin · (33 Wo.)CH | — | FR83 (9 Wo.)FR | Erstveröffentlichung: 6. März 2012 feat. Manu-L & J-Son                 |
| 2012 | Doing It Right The Original                                                | — | — | CH15 (5 Wo.)CH | — | — | Erstveröffentlichung: 17. August 2012 feat. Manu-L & Amanda Wilson      |
| 2012 | Higher Ground The Original                                                 | — | — | CH28 (11 Wo.)CH | — | — | Erstveröffentlichung: 16. November 2012 feat. Manu-L                    |
| 2013 | Hollywood Ending (2k13 Remix) The Original (2k13 Edition)                  | — | — | CH21 (6 Wo.)CH | — | — | Erstveröffentlichung: 8. Februar 2013 feat. Manu-L & J-Son              |
| 2013 | It’s So Easy The Original (2k13 Edition)                                   | — | — | CH18 (1 Wo.)CH | — | — | nicht als Single veröffentlicht mit Manu-L                              |
| 2013 | Somebody Dance with Me 2013 The Original (2k13 Holiday Edition) • Reloaded | DE61 (4 Wo.)DE | — | CH4 (12 Wo.)CH | — | — | Erstveröffentlichung: 19. April 2013 mit Manu-L & DJ BoBo               |
| 2013 | Holidays The Original (2k13 Holiday Edition)                               | — | — | CH3 Platin · (19 Wo.)CH | — | — | Erstveröffentlichung: Juni 2013 mit Manu-L                              |
| 2014 | In My Dreams 1+1=3                                                         | — | — | CH5 (16 Wo.)CH | — | — | Erstveröffentlichung: 21. März 2014 mit Manu-L                          |
| 2014 | Waiting For 1+1=3                                                          | — | — | CH10 (2 Wo.)CH | — | — | Erstveröffentlichung: 31. Oktober 2014 mit Manu-L                       |
| 2015 | Livin’ la vida 1+1=3                                                       | — | — | CH46 (1 Wo.)CH | — | — | Erstveröffentlichung: 1. Mai 2015 mit Manu-L feat. J-Son                |
| 2015 | Together We Are One (Bring Back the Energy) –                              | — | — | CH11 (6 Wo.)CH | — | — | Erstveröffentlichung: 14. August 2015 mit Manu-L feat. Culcha Candela   |
| 2016 | Another Day in Paradise –                                                  | — | — | CH4 (5 Wo.)CH | — | — | Erstveröffentlichung: 15. Januar 2016 mit Manu-L Original: Phil Collins |
| 2016 | L.I.F.E. –                                                                 | — | — | CH14 Gold · (13 Wo.)CH | — | — | Erstveröffentlichung: 4. November 2016 mit Manu-L                       |
| 2017 | Give Me Love –                                                             | — | — | CH33 (2 Wo.)CH | — | — | Erstveröffentlichung: 16. Juni 2017 mit Manu-L                          |
| 2018 | Back Again –                                                               | — | — | CH92 (1 Wo.)CH | — | — | Erstveröffentlichung: 20. April 2018 mit Manu-L feat. Lyracis           |
| 2018 | Heaven –                                                                   | — | — | CH82 (1 Wo.)CH | — | — | Erstveröffentlichung: 24. August 2018 mit Manu-L feat. I.GOT.U          |
| 2020 | IDWK –                                                                     | — | — | CH45 (1 Wo.)CH | — | — | Erstveröffentlichung: 23. Oktober 2020 mit Manu-L                       |

Weitere Singles
- 2005: Electrical Orgasm (als Player & Remady)
- 2005: Rush Hour (als Player & Remady mit DJ Antoine & Mad Mark)
- 2006: Strange Dayz / Freshness (als Player & Remady)
- 2006: Pulse X (als Player & Remady)
- 2007: Work / This Picture (als Player & Remady feat. Roby Rob)
- 2009: Need 2 Say (feat. Manu-L)
- 2009: Danger Zone (feat. Jorge Martin S)
- 2016: Laidback
- 2019: Jungle (mit Bright Sparks)
- 2019: Ghost (mit BoyBoyBoy)
- 2019: My Control
- 2020: Plata o plomo
- 2020: Hedonism (Just Because You Feel Good)
- 2020: Gangster
- 2020: Next
- 2020: All My Life (mit Bonny Lauren)

## Remixe (Auswahl)

### Als Remady
- 2008: DJ Antoine – Underneath
- 2008: Nari & Milani pres. Dek 32 – Gnor
- 2009: DJ Antoine feat. MC Roby Rob – Move It
- 2010: DJ Antoine feat. The Beat Shakers – Ma chérie
- 2010: Timati feat. Snoop Dogg – Groove On
- 2011: Bruno Mars – Just The Way You Are
- 2011: DJ Antoine – This Time
- 2012: Example – Kickstars
- 2012: Oceana – Endless Summer
- 2013: Michael Mind – Baker Street 2k13
- 2013: Bodybangers feat. Rameez & Linda Teodosiu – Out of Control

### Als Player & Remady
- 2005: Christopher S. – Rock Now!!!
- 2005: Phunk Electric – Video Games Crash
- 2006: Doc Phatt – Hey DJ
- 2006: Christopher S. & Houseshaker – Fuck the DJ!
- 2006: Starkillers – Discoteka
- 2007: Underground Movement feat. Stanley – Shake
- 2007: Funky Junction feat. Strawberry Jam – Put Your Hands Up for Moscow
- 2007: Mischa Daniels – Off My Rocker
- 2008: Mondotek – Alive
- 2008: DJ Antoine vs. Mad Mark – The Countdown
- 2008: DJ Antoine – Stop!

## Musikvideos
| Jahr | Lied                          | Regisseur       |
| ---- | ----------------------------- | --------------- |
| 2009 | No Superstar                  | Mathias Nielsen |
| 2010 | Give Me a Sign                | Raphael Ferrer  |
| 2010 | I’m No Superstar              |                 |
| 2010 | Do It On My Own               |                 |
| 2011 | Save Your Heart               | Alexander Meyer |
| 2011 | The Way We Are                | Raphael Ferrer  |
| 2012 | Single Ladies                 | Evan Winter     |
| 2012 | Doing it Right                | Danny Wild      |
| 2012 | Higher Ground                 | Raphael Ferrer  |
| 2013 | Hollywood Ending (2k13 Remix) |                 |

## Statistik

### Chartauswertung
|                     | CH     | FR    |
| ------------------- | ------ | ----- |
| Nummer-eins-Alben   | CH—CH  | FR—FR |
| Top-10-Alben        | CH12CH | FR—FR |
| Alben in den Charts | CH14CH | FR1FR |

|                       | DE    | AT    | CH     | UK     | FR    |
| --------------------- | ----- | ----- | ------ | ------ | ----- |
| Nummer-eins-Singles   | DE—DE | AT—AT | CH1CH  | UK—UK  | FR—FR |
| Top-10-Singles        | DE—DE | AT—AT | CH7CH  | UK—UK  | FR1FR |
| Singles in den Charts | DE4DE | AT3AT | CH23CH | UK33UK | FR3FR |

### Auszeichnungen für Musikverkäufe
| Goldene Schallplatte - Dänemark - 2009: für die Single No Superstar |

Anmerkung: Auszeichnungen in Ländern aus den Charttabellen bzw. Chartboxen sind in ebendiesen zu finden.
| Land/RegionAuszeichnungen für Musikverkäufe (Land/Region, Auszeichnungen, Verkäufe, Quellen) | Gold     | Platin     | Verkäufe | Quellen      |
| -------------------------------------------------------------------------------------------- | -------- | ---------- | -------- | ------------ |
| Dänemark (IFPI)                                                                              | Gold1    | —          | 15.000   | hitlisten.nu |
| Schweiz (IFPI)                                                                               | 4× Gold4 | 3× Platin3 | 140.000  | hitparade.ch |
| Insgesamt                                                                                    | 5× Gold5 | 3× Platin3 |          |              |